# زاچارولا کاریامی
زاچارولا کاریامی (یونانی: Ζαχαρουλα "Χαρά" Καρυάμη؛ زادهٔ ۷ آوریل ۱۹۸۳) ژیمناست ریتمیک اهل یونان است.